# اسماعیل سهرابی
اسماعیل سهرابی (زاده ۳ بهمن ۱۳۱۶ کرمانشاه) سرتیپ نیروی زمینی ارتش ایران است، که در فاصله سال‌های ۱۳۶۳ تا ۱۳۶۷ به‌عنوان هفتمین رئیس ستاد مشترک ارتش جمهوری اسلامی ایران فعالیت می‌کرد.

## زندگی‌نامه
اسماعیل سهرابی در تاریخ ۳ بهمن ۱۳۱۶ در کرمانشاه زاده شد. وی در خرداد ۱۳۳۹ با اخذ دیپلم ریاضی وارد دانشکده افسری ارتش شد و در سال ۱۳۴۲ با درجه ستوان دومی، فعالیت در ارتش شاهنشاهی ایران را آغاز نمود. وی پس از طی دوره عالی در شهریور ۱۳۵۴ در لشکر ۲۸ کردستان، به عنوان افسر طرح و سازمان، آموزش و عملیات رکن سوم لشکر و همزمان افسر حفاظت لشکر را تا درجه سرگردی طی نمود. او در سال ۱۳۵۵ توسط ضداطلاعات ارتش و سپس توسط ساواک تحت بازجویی و مراقبت قرار گرفت. او پس از وقوع انقلاب به سرلشکر ولی‌الله قرنی معرفی شد و در اسفندماه ۱۳۵۷ به سرپرستی تیپ ۲ سقز از لشکر ۲۸ کردستان منصوب شد. وی در فروردین ۱۳۵۸ به قرارگاه منطقه‌ای غرب نیروی زمینی ارتش منتقل شد و در شهریور ۱۳۵۸ با درجه سرگردی، برای دومین بار به فرماندهی تیپ ۲ سقز منصوب گردید. او در بهمن ۱۳۵۸ با ارتقا به درجه سرهنگ دومی، فرماندهی تیپ ۱ اسلام‌آباد از لشکر ۸۱ زرهی کرمانشاه را برعهده گرفت.
سهرابی در بهمن‌ماه ۱۳۵۹ درجه سرهنگ تمامی را دریافت کرد و در آبان ۱۳۶۰ به فرماندهی لشکر ۸۱ زرهی کرمانشاه منصوب شد و در خلال عملیات مطلع‌الفجر فرماندهی این لشکر را برعهده داشت. وی از اواخر اسفند ۱۳۶۱ فرماندهی قرارگاه عملیاتی فارس و همزمان مرکز آموزش پیاده شیراز را برعهده گرفت. سهرابی در خلال جنگ ایران و عراق، از تاریخ ۳ آبان ۱۳۶۳ (خورشیدی) تا ۱۳ اردیبهشت ۱۳۶۷ عهده‌دار ریاست ستاد مشترک ارتش بود. پس از وی، سرتیپ علی شهبازی به ریاست ستاد مشترک ارتش منصوب شد. آخرین درجهٔ سهرابی در نیروهای مسلح سرتیپی بود.

## تحصیلات
سهرابی در سال ۱۳۳۹ وارد دانشکده افسری ارتش شد و پس از فارغ‌التحصیلی در مهرماه ۱۳۴۲ و اخذ مدرک کارشناسی با درجه ستوان‌دومی به دوره مقدماتی اعزام شد. وی در سال ۱۳۴۳ دوره‌های تخصصی افسری را به پایان رساند. او از مهرماه ۱۳۵۳ تا شهریور ۱۳۵۴ دوره عالی پیاده را در مرکز آموزش شیراز سپری کرد و در مردادماه ۱۳۵۷ نیز دوره دافوس ارتش را بپایان رساند. سهرابی همچنین دانش‌آموخته کارشناسی ارشد مدیریت دولتی از دانشکده مدیریت دانشگاه تهران و دکتری روابط سیاسی و امور بین‌الملل از مرکز آموزش عالی وزارت فرهنگ و آموزش عالی می‌باشد.

## مسئولیت‌ها
- فرمانده تیپ ۲۲۸ پیاده سقز (از لشکر ۲۸ کردستان)
- فرمانده تیپ ۱۸۱ زرهی اسلام‌آباد غرب
- فرمانده لشکر ۸۱ زرهی کرمانشاه
- فرمانده قرارگاه عملیاتی فارس
- فرمانده مرکز آموزش پیاده شیراز
- رئیس ستاد مشترک ارتش